# Hendrik Bonmann
Hendrik Bonmann (Essen, Renania del Norte-Westfalia, 22 de enero de 1994) es un profesional alemán que juega de portero en el PFC Ludogorets Razgrad de la Primera Liga de Bulgaria.

## Trayectoria

### Fortuna Bredeney y Schalke 04
Hendrik Bonmann comenzó a jugar al fútbol a la edad de 7 años por Fortuna Bredeney. Un barrio de su ciudad natal de Essen.
En 2004, se incorporó al departamento de juventud del FC Schalke 04. En la que sin embargo no fue portero fue clasificada de acuerdo a cinco años, debido a su antigua altura 1.70 metros. Luego se mudó a Rot-Weiss Essen

### Rot-Weiss Essen
Con el Rot-Weiss Essen se fue a la 2012/13 en la Sub-19 de la liga sobre en el que, en su antiguo equipo FC Schalke 04 y su posterior empleador Borussia Dortmund cumplido. Bonmann completó 14 partidos de la liga en la A-League de la juventud y se detuvo en la primera ronda más de nueve horas sin encajar un gol.

### Borussia Dortmund
Para la temporada 2013/14 Bonmann se unió al Borussia Dortmund

## Estadísticas

### Clubes
Actualizado al último partido disputado el 24 de febrero de 2024.
| Rot-Weiss Essen · Alemania            | 4.ª           | 2012-13       | 6   | 5   | 0 | 0 | ― | ― | 6   | 5   |
| Rot-Weiss Essen · Alemania            | Total club    | Total club    | 6   | 5   | 0 | 0 | 0 | 0 | 6   | 5   |
| Borussia Dortmund II · Alemania       | 3.ª           | 2013-14       | 4   | 7   | ― | ― | ― | ― | 4   | 7   |
| Borussia Dortmund II · Alemania       | 3.ª           | 2014-15       | 7   | 10  | ― | ― | ― | ― | 7   | 10  |
| Borussia Dortmund II · Alemania       | 4.ª           | 2015-16       | 34  | 34  | ― | ― | ― | ― | 34  | 34  |
| Borussia Dortmund II · Alemania       | 4.ª           | 2016-17       | 21  | 19  | ― | ― | ― | ― | 21  | 19  |
| Borussia Dortmund II · Alemania       | Total club    | Total club    | 66  | 70  | 0 | 0 | 0 | 0 | 66  | 70  |
| TSV 1860 Múnich II · Alemania         | 5.ª           | 2017-18       | 5   | 7   | ― | ― | ― | ― | 5   | 7   |
| TSV 1860 Múnich II · Alemania         | Total club    | Total club    | 5   | 7   | 0 | 0 | 0 | 0 | 5   | 7   |
| TSV 1860 Múnich · Alemania            | 4.ª           | 2017-18       | 3   | 3   | 0 | 0 | ― | ― | 3   | 3   |
| TSV 1860 Múnich · Alemania            | 3.ª           | 2018-19       | 6   | 6   | 0 | 0 | ― | ― | 6   | 6   |
| TSV 1860 Múnich · Alemania            | 3.ª           | 2019-20       | 13  | 21  | 0 | 0 | ― | ― | 13  | 21  |
| TSV 1860 Múnich · Alemania            | Total club    | Total club    | 22  | 30  | 0 | 0 | 0 | 0 | 22  | 30  |
| Würzburger Kickers · Alemania         | 2.ª           | 2020-21       | 20  | 32  | 0 | 0 | ― | ― | 20  | 32  |
| Würzburger Kickers · Alemania         | 3.ª           | 2021-22       | 33  | 48  | 1 | 1 | ― | ― | 34  | 49  |
| Würzburger Kickers · Alemania         | Total club    | Total club    | 53  | 80  | 1 | 1 | 0 | 0 | 54  | 81  |
| Wolfsberger AC · Austria              | 1.ª           | 2022-23       | 32  | 51  | 0 | 0 | 4 | 4 | 36  | 55  |
| Wolfsberger AC · Austria              | 1.ª           | 2023-24       | 20  | 27  | 0 | 0 | ― | ― | 20  | 27  |
| Wolfsberger AC · Austria              | Total club    | Total club    | 52  | 78  | 0 | 0 | 4 | 4 | 56  | 82  |
| Total carrera                         | Total carrera | Total carrera | 204 | 270 | 1 | 1 | 4 | 4 | 209 | 275 |
| (1) Hace referencia a goles encajados |               |               |     |     |   |   |   |   |     |     |

## Palmarés

### Títulos nacionales
| Título                   | Club                   | País     | Año  |
| ------------------------ | ---------------------- | -------- | ---- |
| Supercopa de Bulgaria    | PFC Ludogorets Razgrad | Bulgaria | 2024 |
| Primera Liga de Bulgaria | PFC Ludogorets Razgrad | Bulgaria | 2025 |
| Copa de Bulgaria         | PFC Ludogorets Razgrad | Bulgaria | 2025 |